# Irène Van der Bracht
Irène Van der Bracht (Erwetegem, 8 februari 1891 – Sint-Amandsberg, 7 november 1941) was de eerste vrouwelijke hoogleraar van België, aan de Universiteit Gent.

## Privé
Van der Bracht werd in 1891 geboren in het dorp Erwetegem gelegen in de provincie Oost-Vlaanderen. Ze was de dochter van Emilius Prosperius Van der Bracht (1855- 1887) en Maria Josepha van Boxelaer (1863-onbekend). Haar vader was hoofdonderwijzer in Erwetegem en haar moeder onderwijzeres.
Van der Bracht trouwde op 3 augustus 1920 met Jules Van den Ostende. Van den Ostende was conservator van de gebouwen van de Universiteit Gent (UGent).

## Carrière

### Opleiding
Van der Bracht trad in de voetsporen van haar ouders. Ze haalde het diploma voor onderwijzeres en het staatsdiploma voor lerares lichamelijke opvoeding. Ze werkte enige tijd als onderwijzeres aan het Onze Lieve Vrouw ten Doorn pensionaat in Eeklo, maar ze ambieerde een universitaire carrière.
Begin twintigste eeuw moesten studenten in België middelbaar onderwijs gevolgd hebben om zich in te kunnen schrijven aan een universiteit. In die tijd konden Belgische meisjes nog niet deelnemen aan middelbaar algemeen secundair onderwijs (ook wel humaniora genoemd). Hier kwam in juni 1908 met de oprichting van het Hoger Instituut voor Lichamelijke Opvoeding (HILO) van de UGent verandering in. Voor de driejarige licentiaatopleiding aan het HILO was een humanioradiploma geen vereiste. Een succesvol toelatingsexamen was voldoende. Dit creëerde voor meisjes de kans om zich ook voor universitair onderwijs in te schrijven. Zeven studentes, waaronder Van der Bracht, volgden tussen 1908 en 1914 de opleiding Lichamelijke Opvoeding aan het HILO.
Men vond de aanwezigheid van mannelijke studiegenoten en leerkrachten bij de praktijklessen van de opleiding ongepast. Daarom volgden de vrouwelijke studenten deze lessen bij een vrouwelijke tutor. Het HILO maakte voor de praktijkoefeningen gebruik van de turnzaal van de Stedelijke Lagere Meisjesschool Emile Braun. De mannelijke studenten hadden op de eerste verdieping naast de ruime turnzaal kleedkamers met een tiental kasten, drie douches en drie wasbakken. De vrouwelijke studenten moesten via een steile smalle wenteltrap naar de tweede verdieping, waar de universiteit primitieve voorzieningen voor hen had geïnstalleerd.
Van der Bracht was één van de vier jonge vrouwen, die de opleiding Lichamelijke Opvoeding in juli 1913 succesvol afrondden en daarmee de titel van licentiaat behaalden. Deze titel is vergelijkbaar met het niveau van doctorandus in Nederland.

### Werk
Vlak na het afstuderen van Van der Bracht vertrok de toenmalige vrouwelijke tutor van de meisjesafdeling van het HILO. Van der Bracht volgde haar op 28 oktober 1913 op. Als tijdelijke docente verzorgde ze de cursussen Theorie en praktijk van de gymnastiek, de praktijkoefeningen voor de vrouwelijke studenten en Spelen en sporten. Ze verdiende het salaris van een beginnend onderwijzer van 150 Francs per maand, wat minder dan een derde was van hetgeen haar mannelijke collega's verdienden.
In 1914, tijdens de Eerste Wereldoorlog, weigerde Van der Bracht, net als een aantal andere collega's, om les te geven onder het bestuur van de Duitse bezetter. Ze werd door de universiteit op non-actief gezet en haar loon werd met een-derde verlaagd. Aan het einde van de oorlog werd haar financiële situatie nog slechter doordat de kas voor tijdelijke ambtenaren leeg raakte en ze geen paspoort kreeg. Dat paspoort had ze nodig om van Erwetegem naar Gent te reizen.
Na de oorlog vroeg Van der Bracht het bevoegde ministerie om een promotie tot hoogleraar en het met terugwerkende kracht vanaf november 1914 bijbehorende salaris. Op 13 november 1919 werd ze niet tot hoogleraar maar wel tot vaste docent Bijzondere methodeleer van de gymnastiek benoemd. Ze was daarmee de eerste vrouwelijke docent aan de UGent met een vaste aanstelling. Ondanks een verhoging van haar loon naar 3.000 Francs per jaar bleef ze aanzienlijk minder verdienen dan haar mannelijke collega's, die jaarlijks 9.600 Francs ontvingen.
Een jaar later diende ze opnieuw een verzoek tot promotie in. De toenmalige rector Henri Pirenne en de beheerder-inspecteur vonden haar takenpakket echter te beperkt voor de titel van hoogleraar. Wel kreeg ze een loonsverhoging naar 8.400 Francs per jaar. Daarmee verdiende ze echter nog steeds minder dan haar recent afgestudeerde mannelijke studenten, die een baan op een atheneum hadden gevonden.
Van der Bracht gaf enkel les in het Frans totdat in 1925 haar onderwijspakket met Nederlandstalige cursussen werd uitgebreid. Dit gold onder andere voor de lessen Didactiek van de gymnastiek, Schoonheidsleer der bewegingen en Spelen en sporten. Hierop diende Van der Bracht wederom een verzoek tot promotie in. Ook dit werd door de raad van de faculteit Geneeskunde, rector Van den Bossche en beheerder-inspecteur A. Roersch afgewezen met het door haar collega's aangedragen argument dat haar licentiaatdiploma Lichamelijke Opvoeding geen wettelijke diploma was. De raad negeerde daarbij het feit dat mannelijke collega's met dezelfde licentiaatopleiding wel tot hoogleraar werden benoemd.
Op 10 oktober 1925 werd Van der Bracht alsnog door de socialistische minister van Kunst en Wetenschappen Camille Huysmans tot hoogleraar in de Bijzondere methodenleer van de gymnastiek afdeling vrouwen benoemd. Daarmee maakte Van der Bracht eindelijk officieel deel uit van het academisch establishment. En ze was daarmee de eerste vrouw in België met deze hoge academische titel. Pas 40 jaar later, in 1965, trad Marthe Versichelen in haar voetsporen toen zij werd bevorderd tot het gewoon hoogleraarschap aan de UGent.
Op 17 februari 1936 werd Van der Bracht belast met de cursus Bijzondere methodenleer van de gymnastiek, afdeling vrouwen, de voorbereidende cursus tot de proef van lichamelijke bekwaamheid en de praktijk van de opvoedende gymnastiek.
Van der Bracht bleef werkzaam bij de UGent tot zij op 50-jarige leeftijd op 7 november 1941 in Sint-Amandsberg overleed.

### Overige functies
Ook buiten de universiteit was Van der Bracht actief. Zo trad ze in 1935 op het zevende Internationaal Congres van de Lichamelijke Opvoeding in Brussel op als verslaggeefster.

## Erkenning
Van der Bracht ontving twee van de drie nationale Belgische orden. Op 8 april 1928 werd ze benoemd tot ridder in de Kroonorde. En 6 jaar later, op 8 april 1934, werd zij ridder in de Leopoldsorde.
In Gent is een straat naar Van der Bracht vernoemd. De Irène Van der Brachtstraat bevindt zich bij een appartementenblok in de buurt van het Keizerpark in de wijk Nieuw-Gentbrugge.